# Epigomphus hylaeus
Epigomphus hylaeus là loài chuồn chuồn trong họ Gomphidae. Loài này được Ris mô tả khoa học đầu tiên năm 1918.